# Методе одвикавања од пушења дувана
Методе одвикавања од пушења дувана је сложен и дуготрајан процес за којије потребна чврста одлука и јака воља пушача  и дуготрајно ангажовање терапеута. Како се сумња да се данас у цигарете додају састојци који поред никотина изазивају зависност и пушачка криза одвикавање траје много дуже него што би требало да буде када је пушач само на чистом никотину.

## Начини престанка пушења
Постоје два начина за престанак пушења:

### Први начин
Спонтано престанак пушења, када је пушач јаке воље, лично мотивисан или уз психолошку подршку друге особе (лекара, породице, пријатеља) престаје да пуши. Ову методу користе две подгрупе пушача:
Прва подгрупа —  коју чине пушачи који болују од тешких болести (срчани удар, апоплексија, карцином плућа, хронични бронхитис, емфизем).
Друга подгрупа —  коју чине   дугогодишњи „здрави“ пушачи, код којих је пушење довело до почетних здравствених проблема, а делимично су мотивисани најчешће од стране лекара.

### Други начин
Као други начин за престанак пушења користе  се познате методе и искуствена правила. Ово је активан начин рада са пушачима, без обзира да ли се сматра да су„здрави“ или болесни пушачи, са кратким и дугим пушачким искуством, али и мањи зависници, са мотивацијом и без мотивације.

## Предуслови
Како се многи пушачи тешко одлучују на овај корак јер се боје наглог добијања у тежини, што није истина, потребна је претходно добра едукација од стране терапеута како би се код пацијента уклониле све заблуде о нежељеним ефектима престанка пушења.
Одвикавање од пушења се најбоље изводи одлуком о дану када ће се прекинути са пушењем. Будући непушач данима пре дана „Д“ треба себе да убеђује да то може, и да схвати све здравствене, социјеалне и економске бенифите престанка пушења.
Прекид пушења треба извести заиста планираног дана и то одједном и дефинитивно. Остављање пушења методом постепеног смањивања цигарета, не даје резултате.
| Физичке | Емоционалне | Друштвене |
| --- | --- | --- |
| - бољи осећај укуса и мириса, - храна боље прија, - зуби су бељи, - дах из уста је свеж, - циркулација крви је боља, - кожа поприма здравији изглед, - престанак пушачког кашља, - правилнији рад срца, - нижи крвни притисак, - побољшање укупног здравља. | - задовољство због контролисања свог понашања, - расте осећај личне вредности, - самопоуздање је веће, - задовољство због позитивног примера деци, - губитак осећаја кривице, - укупни осећај бољитка | - више времена за посао, породицу, пријатеље, - несметање другима присилним пушењем, - кућа и одећа одишу свежином, - могућност уживања тамо где је пушење забрањено. |

Одвикавање од дувана је процес промене понашања на које се може утицати специфичним и понављаним интервенцијама, а које укључују:
- терапју лековима
- терапју  хипнозом
- терапију ласером
- супституциона терапија никотином

Прописивање ових третмана одвија се паралелно са престанком пушења, као динамичком променом понашања које се одвија кроз више фаза.

## Методе

### Терапија лековима
Раније, а у неким случајевима и данас, за одвикавање од пушења користи се лобелин, сребрени ацетат, клонидин. Самостално или уз друге методе могу се користити седативи, антидепресиви, бета блокатори и витамини. На нашем тржишту за одвикавање од пушења налази се бупропион ХЦИ (Зибан тбл. а 150 мг), издаје се на рецепт и треба га узимати под надзором лекара.
Ипак постоје и помагала у виду пастила који се сисају те фластера са екстрактом никотина који се лепе на тело. Преко коже се инфилтрира никотин па је пушачу лакше да преброди „пушачку кризу“.

### Терапија хипнозом
Овим методом елиминише се позитиван однос пушача према цигарети, а развија се и подстиче негативан ефекат пушења. Хипнозом се пушачи успешно одвикавају од пушења, али је престанак пушења краткотрајан. Ефекти су бољи када се хипноза комбинује са неком другом методом.

### Терапија ласером
Слична је методи акупунктуре, ласерски зраци стимулишу одређене тачке уместо игала, стимулишу се природни ендорфини и ублажава се потреба за цигаретом. Овој методи недостаје научна потврда.

### Терапија акупунктуром
Користе је обучени љекари, није потребна активна сарадња пушача. Под дејством убодних игала ослобађају се ендогени опијати, подстичу се бихевиоралне промене. Студије показују да ова метода има краткотрајан ефекат у престанку пушења.

### Супституциона терапија никотином
Супституциона терапија никотином сматра се методом која има и научно и практично оправдање, уз услов да су пушачи упозорени да док су под терапијом не смеу пушити. 
Индикације
Супституциона терапија се прописује:
- здравим, одраслим пушачима и
- пушачима рецидивистима, код којих постоји мотивација да се одрекну пушачке навике.

Познато је да терапија супституцијом никотина помаже само мотивисаним пушачима како би лакше савладали апстиненцијалну кризу и тако повећали изглед за дуготрајан престанак пушења.
Контраиндикације
Терапија се не препоручује:
- деци,
- повременим пушачима,
- особама осетљивим на никотин,
- женама у трудноћи и током дојења

Мере опреза
Посебне мере опреза морају се применити код:
- старијих особа,
- особа са обољењима јетре и бубрега,
- кардиоваскуларних болести,
- хипертиреозе,
- инсулин зависане шећерне болести
- чира на желуцу и
- нестабилне хипертензије.

Начини уношења
Супституциона терапија никотином (код које не постоји нека битнија разлика између више врста никотинских замена),  обухвата неколико различитих начина уношења никотина, путем:
- никотинских жвакаћих гума,
- никотинских фластера и
- никотинских назалних спрејева.

Супституциона терапија се мора  узимати према приложеним упутствима произвођача и под контролом лекара. Битно је споменути и да никотинска замена нема неки велики утицај на телесну тежину, изузев никотинске жвакаће гуме која умањују или одлаже увећање телесне тежини, кој са евентуално може јавити код престајања пушења.
Резултати
Опсежна метаанализа је показала да различите врсте никотинских замена увећавају стопу апстиненције у периоду од 6 до 12 месеци за око 1,7 пута, што у просеку чини 17% наспрам 10% у „placebo” групи, резултујући с маргиналном ефикасношћу од 7%.